# Winsum
Winsum é um município e uma cidade no nordeste dos Países Baixos, pertencente à província de Groninga. O município possui uma população de 13 562 habitantes (2017).
A cidade de Winsum foi oficialmente criada em 1057, como resultado da fusão entre as três aldeias históricas: Obergum (Norte), Winsum (centro) e Bellingeweer (Sul). Muito dos residentes migram para a cidade vizinha de Groninga.
Winsum possui dois tradicionais moinhos de vento eólicos, duas igrejas históricas, dois canais e uma das tabernas mais antigas do país. Os dois moinhos, De Ster [nl] ("A Estrela") e De Vriendschap [nl] ("A Amizade") foram, respectivamente, construídos em 1851 e 1801. O edifício que hoje ocupa a taberna, De Gouden Karper ("A Carpa Dourada"), tem sido utilizado como uma taberna desde o século XVI e é o mais antigo (não confirmado) dos Países Baixos.
Winsum está geminada com a cidade polonesa Lubraniec.

## Esporte

### Ciclismo
Winsum sediou a largada e a chegada da quarta etapa do Energiewacht Tour de 2012 e a terceira etapa do contrarrelógio individual do Energiewacht Tour de 2013. Devido ao sucesso do Energiewacht Tour de 2012, a cidade sediou o Campeonato Holandês de Ciclismo Contrarrelógio (masculino e feminino) em 19 de junho de 2013. O contrarrelógio individual do Energiewacht Tour de 2013 ocorreu na mesma pista.

## Galeria
- Torenkerk (= Igreja da Torre).

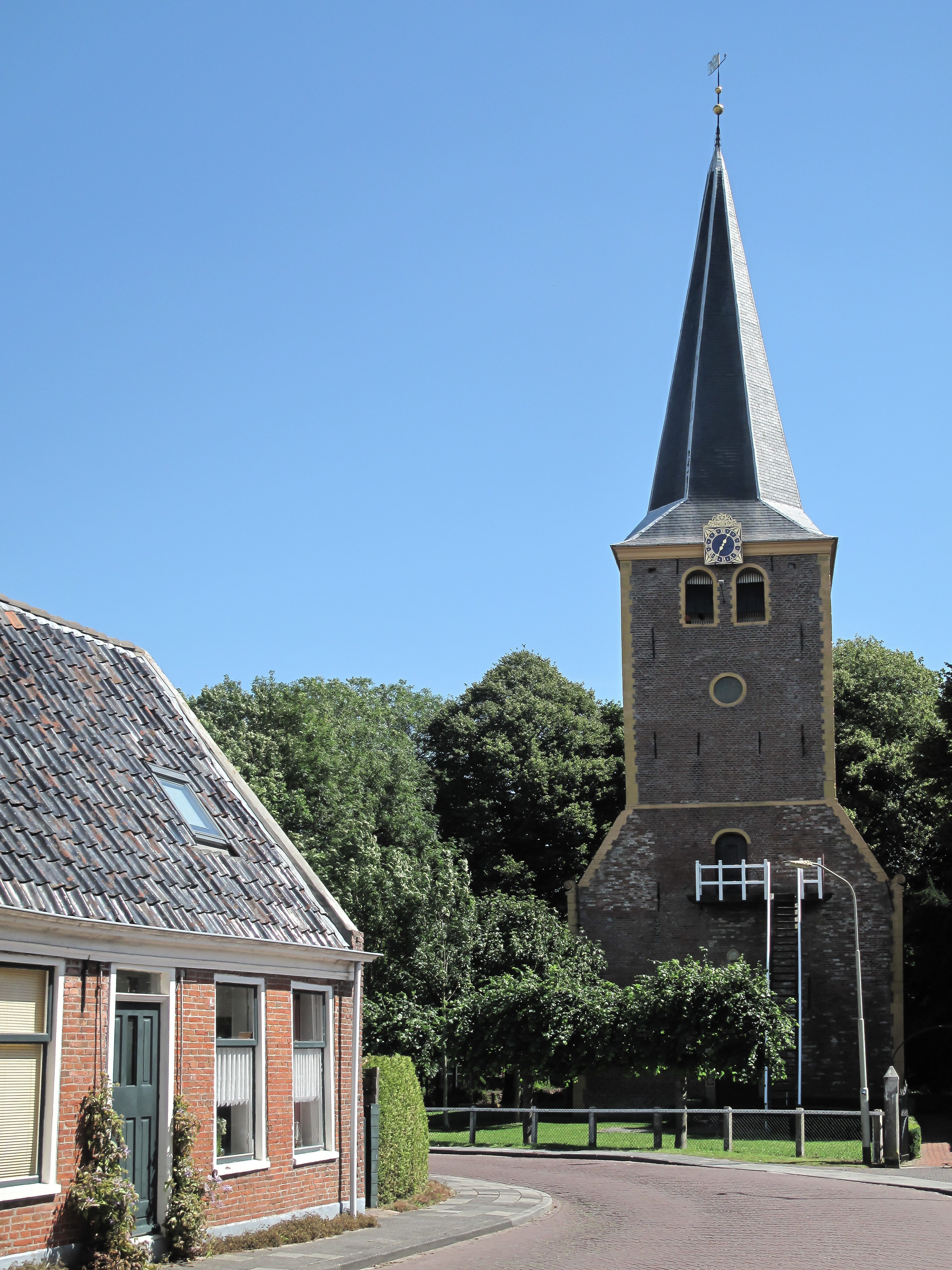
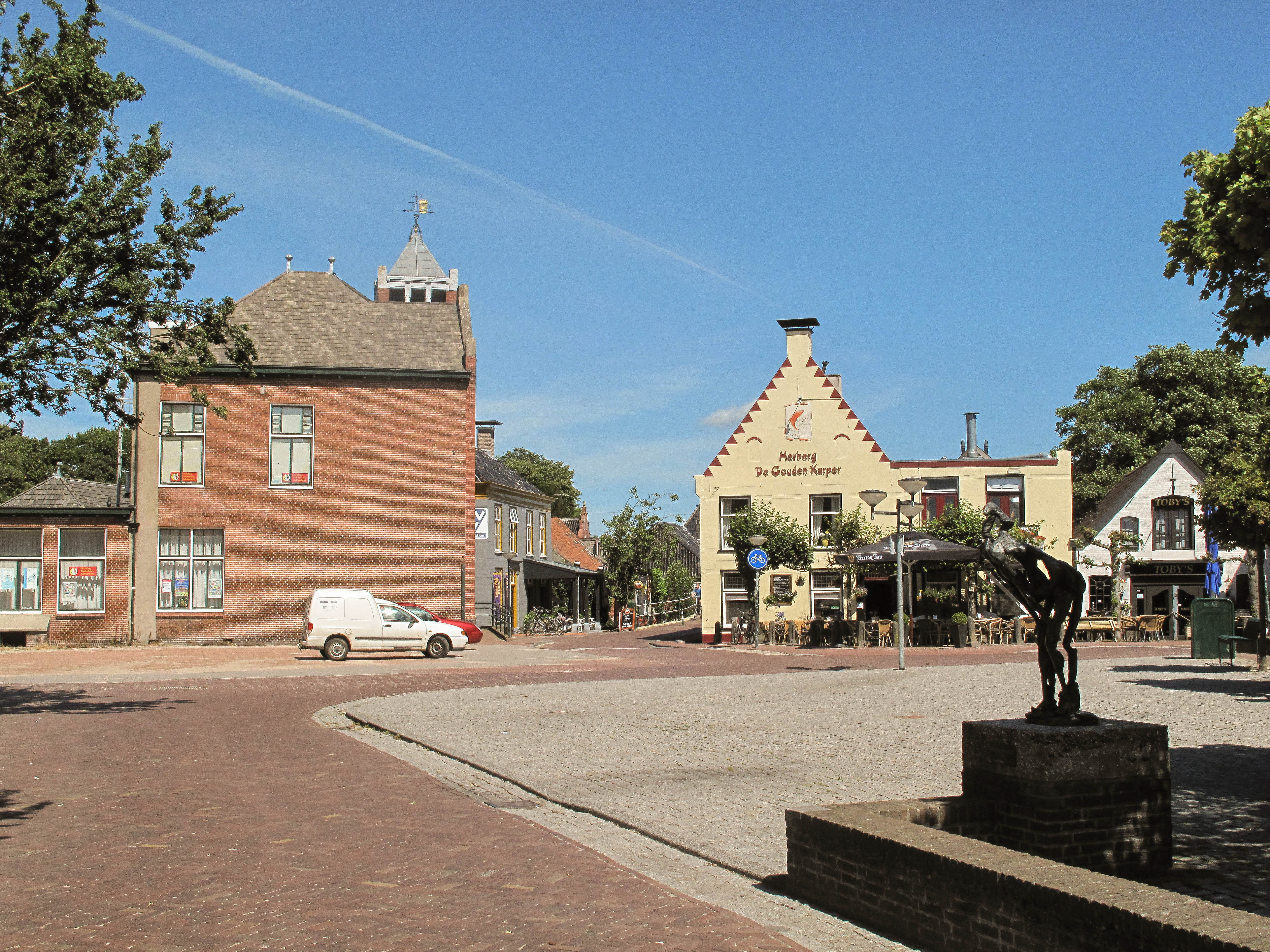
cruzamento de ruas.
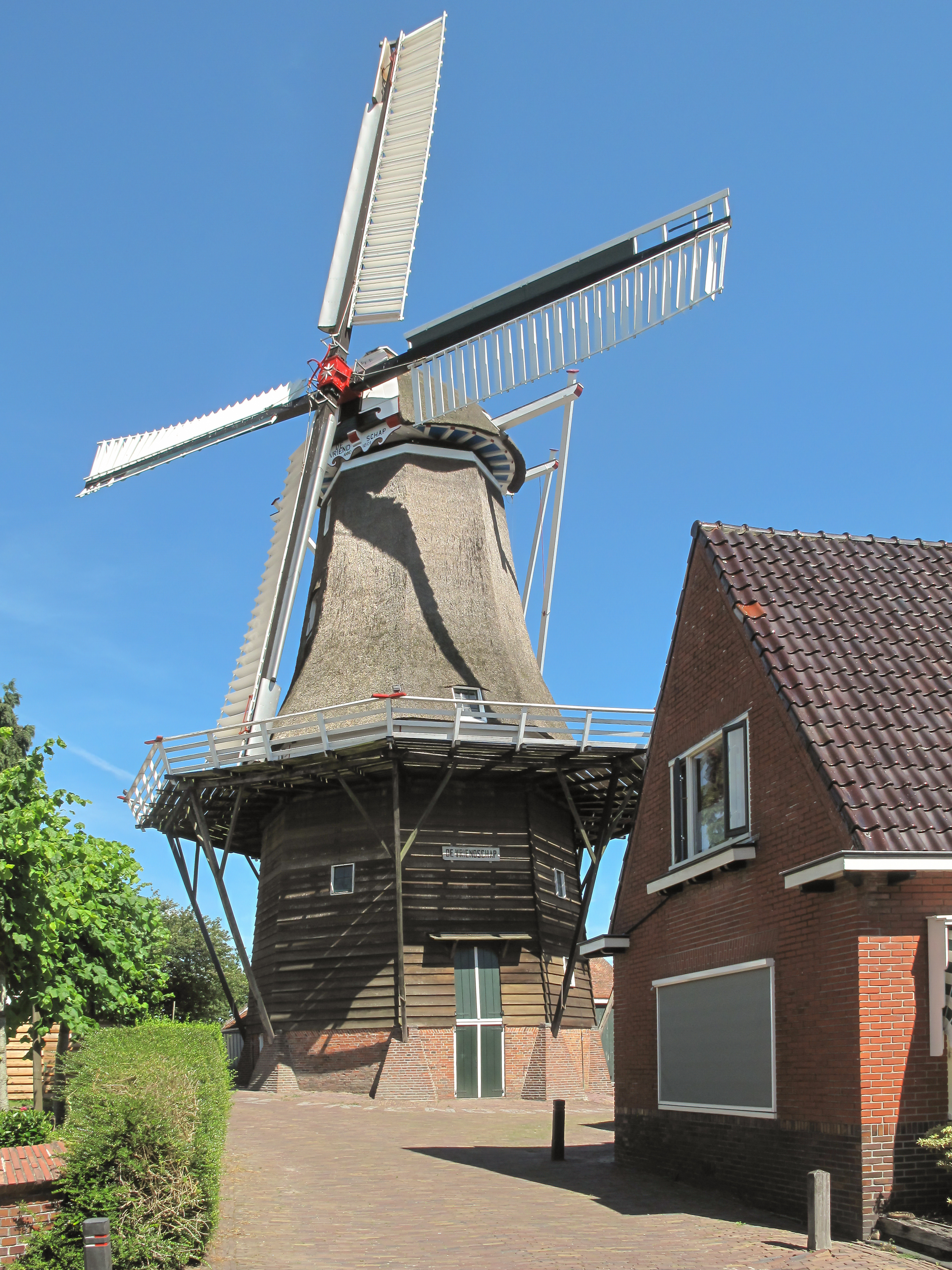
moinho de vento De Vriendschap.